# Matte
El matte és una tècnica utilitzada en fotografia i en efectes especials per combinar dos o més elements d'imatge en una sola imatge final. Els mattes es fan servir per combinar una imatge en primer pla amb una imatge de fons, com ara actors en una escena amb una vista panoràmica, o una nau espacial amb un camp d'estrelles i planetes. Això es pot fer mitjançant màscares físiques, com ara tela pintada, o amb màscares digitals. Els mattes poden ser estàtics, on la forma de la màscara no canvia de marc en marc, o mòbils, on la màscara canvia per emmascarar objectes en moviment. Tècniques com la croma, la rotoscòpia i els controls de moviment s'han fet servir per crear mattes mòbils. Les imatges generades per ordinador també es poden representar amb un fons transparent i superposar digitalment sobre enregistraments de cinema utilitzant el mateix principi que un matte.

## Història
Els mattes són una tècnica molt antiga, retornant als germans Lumière. Originalment, l'escena amb matte va ser creada per cineastes que obscurien els fons amb targetes retallables. Quan l'acció en viu d'una escena era filmada, la porció de fons de la pel·lícula no era exposada. Una vegada l'acció en viu era filmada, un retall diferent seria col·locat sobre l'acció en viu. La pel·lícula seria rebobinada, i els cineastes filmarien el seu fons nou. Aquesta tècnica era coneguda com a matte en la càmera i va ser considerada més com una novetat que com un efecte especial seriós durant el final dels 1880s. Un bon exemple americà primerenc es troba en The Great Train Robbery (1903) on és utilitzat per a ficar un tren rere una finestra d'una oficina de venta de tiquets, i després un fons en moviment fora d'un cotxe d'equipatge en un 'escenari' d'un tren. Vora aquests temps, una altra tècnica coneguda com a dispar de vidre també va ser utilitzada. El dispar de vidre es feia pintant detalls en una peça de vidre la qual després era combinada amb les distàncies de l'acció en viu per donar l'aparença d'escenaris i platós elaborats. Els primers dispars de vidre s'acrediten a Edgar Rogers.
El primer desenvolupament important del matte va tenir lloc durant els inicis del 1900 per Norman Dawn ASC. Dawn havia incorporat sense problemes dispars de vidre en moltes de les seves pel·lícules: com per exemple la desmoronada Califòrnia Missions en la pel·lícula Missions de Califòrnia, i també els va utilitzar per revolucionar el matte en la càmera. Ara, en comptes d'agafar la distància de la seva acció en viu a una ubicació real, els cineastes obtendrien l'acció en viu com abans, amb els retalls al seu lloc corresponent i llavors es rebobinaria el film i es transferiria a una càmera dissenyada per minimitzar vibracions. Aleshores els directors enregistrarien utilitzant el vidre en la presa en lloc de l'acció en viu de fons. El compost resultant era de qualitat força alta, ja que matte línia – el lloc de transició de l'acció en viu al fons pintat – era molt menys irregular. A més a més, el nou matte en la càmera era molt més eficaç, ja que no era necessari que el vidre estigués a punt el dia que l'acció en viu es filmés. Un inconvenient d'aquest mètode va ser que pel fet que la pel·lícula era exposada dues vegades, sempre hi havia el risc de sobreexposar-la accidentalment i la pel·lícula i espatllar el material filmat anteriorment.
El matte en la càmera va continuar en ús fins que la qualitat dels productes fílmics va començar a millorar en la dècada dels 1920. Durant aquest període es va desenvolupar una nova tècnica coneguda com a mètode de càmera bi-pack. Aquesta era similar al matte en la càmera, però romania a sobre un positiu com a còpia de seguretat. D'aquesta manera si qualsevol element es perdia, encara es podria trobar intacte. Al voltant 1925 un altre mètode de realització de matte va ser desenvolupat. Un dels inconvenients dels mattes antics era que la línia del matte era estacionària. No podia haver-hi cap contacte directe entre l'acció en viu i el matte de fons. El matte mòbil (o en moviment) ho va canviar. El matte mòbil era com un bi-pack o com un matte en la càmera, excepte que la línia del matte canviava en cada enquadrament. Els directors cinematogràfiques podien utilitzar una tècnica similar al mètode bi-pack per a fer de la porció de l'acció en viu un matte per ell mateix, permetent moure els actors al voltant del fons i de l'escena, integrant-los completament. El lladre de Bagdad va representar un salt important cap endavant per al matte mòbil i la primera introducció important de la tècnica bluescreen inventada per Larry Butler quan va guanyar l'Oscar als millors efectes visuals aquell any, malgrat que el procés era encara molt intensiu, i cada marc havia de ser processat a mà.
Els ordinadors van començar a contribuir en l'ajut del procés a finals del segle xx. En la dècada del 1960, Petro Vlahos va refinar l'ús de les càmeres amb control de moviment en el bluescreen i va rebre un Premi de l'Acadèmia per aquest procés. Els anys 1980 van presenciar la invenció dels primers mattes digitals i processos bluescreen, així també com la invenció dels primers sistemes d'edició no lineal informatitzats per a vídeo. La composició alfa, en la qual les imatges digitals podien ser parcialment transparents de la mateixa manera que un cel·luloide d'animació en el seu estat natural, havia estat inventada a finals de la dècada de 1970 i va ser integrada amb el bluescreen en els anys de la dècada de 1980. La planificació digital va començar amb Star Wars episodi V: L'Imperi contraataca el 1980, per la qual Richard Edlund va rebre el Premi de l'Acadèmia pels seus treballs per crear una impressora òptica d'imatge aèria per combinar mates, tot i que aquest procés encara era analògic. La primera presa matte totalment digital va ser creada pel pintor Chris Evans el 1985 a El jove Sherlock Holmes, per una escena on hi apareix una animació creada per un ordinador gràfic d'un cavaller saltant des d'una vitrina. Primerament Evans va pintar la vitrina amb pintura acrílica, i després va escanejar la pintura en el sistema Pixar de LucasFilm per a posteriorment dur a terme una manipulació digital. L'animació per ordinador es va combinar perfectament amb el matte digital, cosa que no podia haver aconseguit una pintura matte tradicional. En l'era moderna, gairebé tots els mattes moderns es fan mitjançant l'edició digital del vídeo, i la tècnica de composició coneguda com a chroma (generalització digital del bluescreen) ara és possible fins i tot en ordinadors domèstics.

## Tècnica

### Matteen la càmera
El matte en càmera, també conegut com a Procés Dawn, és creat primerament muntant una peça de vidre davant la càmera. S'aplica pintura negra a la part del vidre on el fons serà reemplaçat. Els actors són filmats en escenaris mínims. El director grava diversos minuts de metratge extra per utilitzar-los com a tires de prova. Aleshores el pintor dels mattes elabora una tira de prova (amb les àrees negres) i projecta un enquadrament de la presa amb el matte sobre el vidre muntat a cavallet.
Aquest clip de prova del metratge s'utilitza com a referència per a pintar el fons o el paisatge per passar-se al matte d'una nova peça de vidre. La part del vidre on hi té lloc l'acció en viu es pinta de color negre, llavors més part del metratge de prova és exposat per ajustar i confirmar la coincidència de colors i les línies de la vora. Després les parts crítiques de l'escena matte de l'acció en viu (amb les accions i els actors en lloc desitjat) s'enganxen per cremar els elements pintats a les zones negres. La pintura negra plana posa els blocs de vidre a la llum de la part de la pel·lícula que cobreix, evitant que es produeixi una doble exposició sobre les escenes latents d'acció en viu.

### Procés Bi-pack
Per començar una filmació amb matte bi-pack, la part de l'acció en viu és gravada. La pel·lícula és pujada i projectada en una peça de vidre que ha estat primer pintada de negre i després de blanc. L'artista en matte decideix on hi serà la línia del matte i la rastreja en el vidre, llavors pinta en el fons o el paisatge per a ser afegida. Un cop la pintura és acabada l'artista raspa la pintura de les porcions d'acció en viu del vidre. El metratge original i una bobina nova es carreguen al Bi-pack amb la rosca original de manera que l'obturador passa per davant de la pel·lícula neta. El vidre és il·luminat per darrere, per tant quan ambdues bobines s'executen, només l'acció en viu és transferida a la pel·lícula neta. La bobina del metratge original aleshores s'elimina i una peça de roba negra es col·loca rere el vidre. Aquest s'il·lumina des del davant i la nova bobina és rebobina i torna a anar. Les peces de roba negres prevenen el metratge ja exposat de tornar-se a exposar per segona vegada; el paisatge del fons ha estat afegit a l'acció en viu.

### Rotoscoping
El rotoscope era un dispositiu utilitzat per projectar una pel·lícula (és a dir un metratge d'acció en viu) a una tela perquè actués de referent per als artistes. Era utilitzat potser majoritàriament a les pel·lícules animades de Disney més velles, com ara en La Blancaneu i els set nans (pel·lícula de 1937), que tenia notables animacions realistes. La tècnica va tenir altres usos, com ara a 2001: Una odissea de l'espai, on els artistes traçaven i pintaven manualment mattes alfa per a cada enquadrament. El rotoscope també va ser utilitzat per aconseguir les animacions fluides a Prince of Persia (videojoc), que va resultar ser impressionant en aquell temps. Desafortunadament, la tècnica ocupa molt temps, i intentar capturar semitransparències amb la tècnica era dificultós. Una variant digital del rotoscope existeix avui dia, amb programari que ajuda els usuaris a evitar alguns dels tedi; per exemple, interpolant mattes entre uns pocs fotogrames.

## Extracció digital de mattes d'una sola imatge
Sovint, és desitja poder extreure un o més mattes d'una sola imatges. Aquest procés, anomenat matting o treure un matte és comunament utilitzat per separar elements del fons del primer pla d'una imatge, i aquestes imatges normalment són marcs individuals d'un arxiu de vídeo. Les tècniques de composició són una eina relativament simple d'extreure un matte, per exemple el primer pla d'una escena amb greenscreen podria ser imposat en el fons arbitrari d'una escena. Intenta realitzar un matte en una imatge que no utilitza aquesta tècnica és significativament més difícil. Diversos algoritmes han estat dissenyats per afrontar aquest repte.
Idealment, aquest algoritme matte separaria una transmissió d'entrada de vídeo Irgb amb tres corrents de sortida: a tot color, un corrent només per al fons amb una alfa pre-multiplicada αFrgb (composició alfa), un corrent per al color de fons Brgb, i un sol corrent que cobreix parcialment els píxels en un corrent del primer pla. Aquest algoritme ideal pot prendre qualsevol vídeo arbitrari com a entrada, incloent el vídeo on el primer pla i el fons són dinàmics, hi ha diverses profunditats en segon pla, existeixen superposicions entre el fons i el primer pla, comparteixen el mateix color i sense textura, i altres característiques diferents les quals alguns algoritmes tradicionals tenen dificultats per afrontar. Desafortunadament, aconseguir aquest algoritme és impossible a causa de la pèrdua d'informació que es produeix quan es transforma una escena del món real en un vídeo bidimensional. Smith i Blinn formalment van provar-ho el 1996.
El matte també te algunes altres limitacions fonamentals. El procés no pot ser reconstruït en parts del fons que són ocluïdes pel primer pla, i qualsevol tipus d'aproximació serà limitada. Addicionalment, el fons i el primer pla d'una imatge encara tenen efectes entre ells a causa d'ombres emeses i llum reflectida entre ells. En la composició d'una imatge o vídeo de mattes d'origen diferent, ombres i altres detalls lluminosos de més o que es perden poden arruïnar l'impacte de la nova imatge.
El procés de matte per si mateix és un problema difícil de resoldre. Ha estat sota recerca des dels anys 1950, i tot i així, el seu ús més popular: la realització de pel·lícules, recorre al mètode de composició clàssic però restringit. Específicament, utilitzen un tipus de model de color global. Aquesta tècnica està basada en un supòsit de color global; per exemple, que el fons sencer sigui verd. (Per cert, és per això que els pronòstics meteorològics de vegades semblen tenir vincles invisibles: el color de la corbata és similar al del fons, el que condueix a l'algoritme per classificar la corbata com a part de la seqüència de fons.) Es podria utilitzar en teoria qualsevol color, però els més comuns són verds i blaus. El matte luminància (també anomenat matte de pantalla negra) és una altra variant de model de color global. Com a color oposat, assumeix que el fons és més fosc que un valor definit per l'usuari.
Un altre enfocament és utilitzar un model de color local. Aquest model assumeix el fons com una imatge estàtica i prèviament coneguda, de manera que en aquest cas es proporciona la transmissió de fons. Es pot treure un matte senzill si comparem la seqüència de vídeo real amb la seqüència de fons coneguda. Els requisits d'angle d'il·luminació i càmera són molt estrictes a diferència dels models de colors globals, però no hi ha cap restricció per als possibles colors del flux de primer pla.
També hi ha eines per a l'aprenentatge automàtic que poden atraure els mattes amb l'ajuda d'un usuari. Sovint, aquestes eines requereixen una iteració per part de l'usuari: un algorisme proporciona un resultat basat en un conjunt d'entrenament, i l'usuari ajusta el conjunt fins que l'algoritme proporciona el resultat desitjat. Un exemple d'això és l'ús d'una tosca gruixuda creada manualment amb una segmentació de trimapa, anomenada així perquè separa la imatge en tres regions: fons conegut, primer pla conegut i una regió desconeguda. En aquest cas, l'algoritme intenta etiquetar la regió desconeguda en funció de l'entrada de l'usuari, i l'usuari pot recórrer iteració a través de múltiples trimapes per obtenir millors resultats. Knockout, una eina complementària per a Adobe Photoshop, és una implementació d'aquest procés.
Un altre enfocament de mattes digitals va ser proposat per McGuire et al. Utilitza dos sensors d'imatges al llarg del mateix eix òptic, i fa servir dades d'ambdós. (Hi ha diverses maneres d'aconseguir-ho, com ara utilitzar filtres de polarització de divisors de feix o píxels). El sistema captura simultàniament dos fotogrames que difereixen aproximadament la meitat del rang dinàmic en píxels de fons, però són idèntics en píxels de primer pla. Utilitzant les diferències entre els antecedents de les dues imatges, McGuire et al. són capaços d'extreure un matís de primer nivell d'alta resolució de l'escena. Aquest mètode encara conserva algunes de les mancances de les tècniques de composició, és a dir, el fons ha de ser relativament neutre i uniforme, però presenta diversos avantatges, com ara resultats precisos de subpíxels, millor suport per a la il·luminació natural i permetre que el primer pla sigui el color que identifiqués una tècnica de composició com a part del fons mat. Tanmateix, això vol dir que és impossible enquadernar intencionadament alguna cosa en primer pla recobrint-lo amb el mateix color que el fons.
Una tercera aproximació del matte digital utilitza tres fluxos de vídeo amb diferents distàncies de focus i profunditats de camp. Igual que amb el mètode anterior, els tres sensors d'imatge comparteixen un eix òptic comú, encara que ara l'algoritme utilitza informació sobre quina part de la imatge està en el focus en què s'alimenta el vídeo per generar el seu matís en primer pla. Amb aquesta tècnica, tant el primer pla com el fons poden tenir contingut dinàmic, i no hi ha restriccions sobre quins colors o complexitat té el fons.
Tots aquests enfocaments comparteixen una notable debilitat: no poden prendre vídeos arbitraris com a entrades. En el vídeo, a diferencia de la pel·lícula, la tecla Chroma requereix que el fons del vídeo original sigui d'un sol color. Les altres dues tècniques requereixen més informació en forma de vídeos sincronitzats però lleugerament diferents.

## Mattes i filmació panoràmica
Un altre ús de mattes en la realització de pel·lícules és crear un efecte panoràmic. En aquest procés, la part superior i la part inferior d'un marc estàndard estan estripades o emmascarades amb barres negres, és a dir, que la impressió del film té una línia de marc gruixuda. Aleshores, el marc dins del marc complet s'amplia per omplir una pantalla quan aquesta és projectada.
D'aquesta manera, en una panoràmica emmascarada es crea una imatge amb una relació d'aspecte de 1.85: 1 mitjançant un marc estàndard, 1.37: 1 i traient el matte a la part superior i inferior. Si la imatge està mattitzada durant el procés de filmació, se l'anomena matte dur a causa de la seva vora afilada. Per contra, si el fotograma complet s'omple durant la filmació i el projectionista es basa a desmatitzar la part superior i inferior al cinema, es coneix com a matte suau, ja que la placa d'obertura no es troba al pla focal i provoca un vora suau.
En vídeo, un efecte similar s'utilitza sovint per presentar pel·lícules panoràmiques en una pantalla de televisió convencional de 1.33: 1. En aquest cas, el procés es denomina letterbox. Tanmateix, amb el Letterbox, la part superior i inferior de la imatge real no estan mattitzades. La imatge es empesa més enrere de la pantalla i, d'aquesta manera, es fa més petita, de manera que, en una pel·lícula panoràmica, l'espectador pot veure a l'esquerra i a la dreta de la imatge, el que normalment s'amagaria si la pel·lícula es mostrés a pantalla completa en la televisió, aconseguint un efecte panoràmic en una pantalla de televisió quadrada. En el Letterbox, la part superior de la imatge és lleugerament més baixa a l'habitual, la part inferior de la imatge és més alta i la part no utilitzada de la pantalla està coberta per barres negres. Per a les transferències de vídeo, la transferència d'una pel·lícula de matte suau a un format de vídeo domèstic amb el fotograma complet exposat, i eliminant els mattes a la part superior i inferior, es coneix com una transferència de matte oberta. En canvi, la transferència d'una pel·lícula de matte dur a un format de vídeo domèstic amb els mattes teatrals intacte s'anomena transferència de matte tancada.

## Mattesresidualsiresistents
Un matte residual és sovint dibuixat a mà, de vegades de forma ràpida, utilitzat per excloure parts d'una imatge que un altre procés, com ara el bluescreen, no eliminaria. El nom prové del fet que el matte elimina el que sobra de la imatge produïda procedimentalment. El residu pot incloure una plataforma que sosté un model o la graella d'il·luminació a sobre de la vora superior del bluescreen.
Els mattes que fan el contrari, forçant la inclusió de parts de la imatge que d'una altra manera podrien haver estat eliminades pel teclat, com ara massa blau que es reflecteix en un model brillant (vessament blau), sovint s'anomenen mattes resistents, i poden ser creats amb la mateixa eina.